# Westafrikanische Küche
Die westafrikanische Küche ist die Küche der Region Westafrika. Die Region umfasst gemäß der UN-Statistikkommission 16 Staaten mit zusammen (Stand: 2020) 380 Millionen Einwohnern, entsprechend vielfältig ist die Küche dieser Region. Ihre Haupteinflüsse sind, wie in vielen ehemals kolonisierten Gebieten der Erde, die der indigenen Völker der Region sowie der kolonisierenden europäischen Mächte; eine zusätzliche Besonderheit in Westafrika ist dabei historisch bedingt der Einfluss der nordafrikanischen bzw. arabischen Küche.

## Abgrenzung

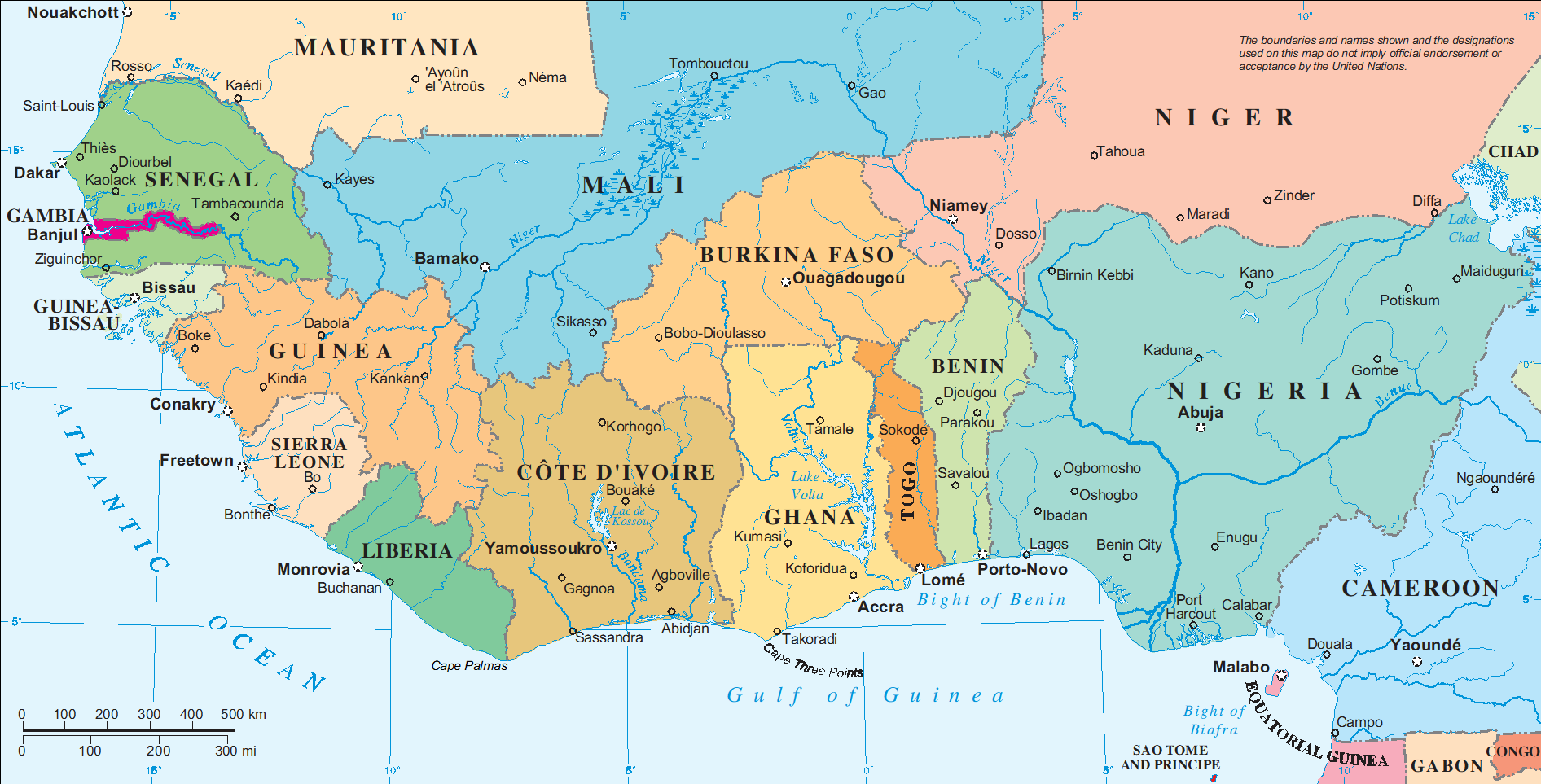
Die Staaten Westafrikas

Die von der UN-Statistikkommission als „Westafrika“ zusammengefassten 16 Länder sind:
| Land           | Einwohner   | Kolonialmächte          | Typische Gerichte |
| -------------- | ----------- | ----------------------- | ----------------- |
| Benin          | 10.872.300  | Frankreich              | Akassa            |
| Burkina Faso   | 20.107.509  | Frankreich              | Tô                |
| Elfenbeinküste | 26.260.582  | Frankreich              | Kédjénou          |
| Gambia         | 2.051.363   | Vereinigtes Königreich  | Domoda            |
| Ghana          | 28.834.000  | Vereinigtes Königreich  | Ampesi, Banku     |
| Guinea         | 12.530.000  | Frankreich              |                   |
| Guinea-Bissau  | 1.861.283   | Portugal                |                   |
| Kap Verde      | 546.388     | Portugal                | Cachupa           |
| Liberia        | 4.809.768   | Vereinigte Staaten      |                   |
| Mali           | 18.429.893  | Frankreich              |                   |
| Mauretanien    | 4.301.000   | Frankreich              |                   |
| Niger          | 23.300.000  | Frankreich              | Kilishi           |
| Nigeria        | 214.028.302 | Vereinigtes Königreich  | Amala, Suya       |
| Senegal        | 15.854.360  | Frankreich              | Thieboudienne     |
| Sierra Leone   | 7.075.641   | Vereinigtes Königreich  | Frejon            |
| Togo           | 7.692.000   | Deutschland, Frankreich |                   |

Die Zugehörigkeit Mauretaniens zu Westafrika ist umstritten. Die UN-Statistikkommission zählt das Land dazu. Einige Institutionen wie die Westafrikanische Wirtschaftsgemeinschaft oder die UN-Wirtschaftskommission für Afrika zählen das Land allerdings zu Nordafrika.

## Einflüsse

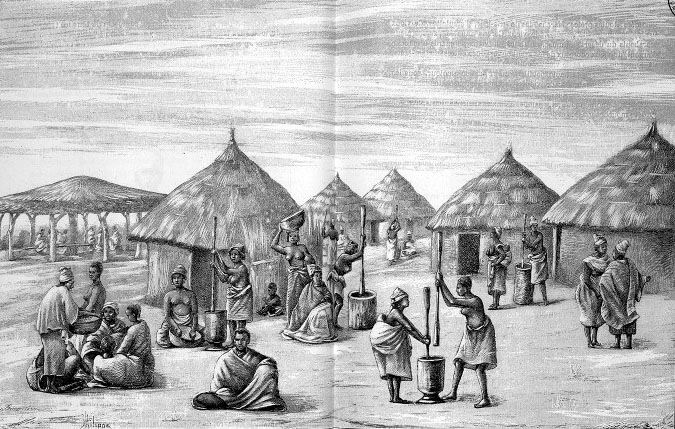
Couscous-Zubereitung in Französisch-Westafrika (1890)

Drei Haupteinflüsse prägen die heutige westafrikanische Küche: die Kochkulturen der indigenen Ureinwohner, der arabischen Händler der präkolonialen Zeit und der kolonialisierenden europäischen Staaten.

### Indigene Ureinwohner
Viele Nutzpflanzen, die zu den Eckpfeilern der westafrikanischen Küche gehören, wurden bereits vor der „Entdeckung“ durch die Europäer von den die Region ursprünglich besiedelnden Ethnien angebaut. Das sind unter anderem Bohnen, Hirse, Kokospalmen, Linsen, Okras, Ölpalmen, Pfeffer, Sesam, Wildreis und Yams. Die Ernährung zu dieser Zeit war zucker- und salzarm; Salz war zum Teil wertvoller als Gold. Gleichwohl war die Bienenzucht bereits bekannt und wurde praktiziert. Die Ölproduktion aus Palmfrüchten und Nüssen war ebenfalls bereits bekannt.

### Arabische Händler
Bereits im 9. Jahrhundert gab es im Rahmen des Transsaharahandels etablierte Handelswege durch die Sahara. Arabische Händler kauften in Westafrika Gold und Sklaven. Durch die Händler wurden Reis sowie in der arabischen Welt gängige Gewürze wie zum Beispiel Zimt in Westafrika eingeführt. Auch Tee gelangte so nach Westafrika und wurde zum beliebtesten Getränk der Region.
Die nördlich gelegenen Staaten Westafrikas haben als Sahara-Anrainer eine kulturelle Anbindung an die arabisch geprägten Staaten Nordafrikas und weisen Gemeinsamkeiten mit der nordafrikanischen Küche sowie der Küche der nomadisierenden Tuareg auf. Die Küche der mauretanischen Mauren ist beispielsweise durch die marokkanische Küche geprägt, während im Süden des Landes eher Einflüsse der senegalesischen Küche vorherrschen.

### Europäer
Westafrika war wegen seiner leichten Erreichbarkeit auf dem Seeweg die erste Region Afrikas südlich des Saharagürtels, die von Europäern besucht wurde. Im 15. Jahrhundert gründeten europäische Staaten, vor allem Frankreich, Großbritannien und Portugal, aber auch die Niederlande, Schweden, Dänemark und Brandenburg-Preußen, Niederlassungen in Form von Forts und Faktoreien entlang der westafrikanischen Küste. Die erste Niederlassung war ein 1448 errichtetes portugiesisches Fort auf der Insel Arguin vor der Küste des heutigen Mauretanien; arabische Händler waren dort zu dieser Zeit bereits vertreten. Europäische Händler, vor allem Sklavenhändler, brachten Pflanzen aus den amerikanischen Kolonien mit, die im westafrikanischen Klima gediehen und heute zum Teil bedeutende Zutaten der dortigen Küche sind: Ananas, Chilis, Erdnüsse, Kakao, Kochbananen, Mais, Maniok und Tomaten. Die Briten führten, inspiriert durch ihre Erfahrungen in Britisch-Indien, das Curry in ihren westafrikanischen Kolonien ein.
Die europäischen Kolonialherren sorgten indirekt dafür, dass individuelle regionale Küchen in Westafrika schwierig zu definieren sind und stattdessen von der Küche der Metaregion Westafrika gesprochen wird: In sich geschlossene kulturelle Räume wurden durch die willkürliche Grenzziehung der Kolonialmächte auseinanderdividiert. Es entstanden Kolonien, deren kulturelle Einflüsse vielfältig und von denen der Nachbarstaaten kaum abgrenzbar waren.

## Regionen
Die Region Westafrika umfasst sehr unterschiedliche Klimazonen und Lebensweisen. Das natürliche Nahrungsangebot in den Sahara-Anrainerstaaten unterscheidet sich deutlich von dem der Staaten am Golf von Guinea mit ihrem tropischen Klima. Entsprechend unterschiedlich sind die regionalen Küchen innerhalb Westafrikas, wobei es durch die oben genannten Einflüsse Gemeinsamkeiten gibt. Westafrika zählt innerhalb Afrikas zu den fruchtbarsten Regionen, auch unter Berücksichtigung der notorischen Trockenheit der Sahelzone und der Sahara. Dass in der Region dennoch lokal immer wieder Hungersnöte ausbrechen, liegt an einem Mangel an Infrastruktur, einer exportorientierten, die Binnennachfrage kaum berücksichtigenden Agrarindustrie und in den nördlichen Regionen an gelegentlich auftretenden Dürrejahren. Die Gegensätze zwischen städtischer und ländlicher Lebensweise sind deutlich ausgeprägter als beispielsweise in Europa. Die Versorgung mit Strom und Trinkwasser ist auf dem Land keine Selbstverständlichkeit.
Haupteinfluss auf die Kultur einer Region in Westafrika sind die dort dominierenden Volksgruppen. Durch die willkürlichen Grenzziehungen der Kolonialmächte wurden Volksgruppen administrativ getrennt, behielten aber ihre verbindenden kulturellen Bräuche bei. Zu den größten westafrikanischen Volksgruppen mit jeweils mehreren Millionen zugehörigen Menschen zählen die Akan, Bambara, Haussa, Tuareg, Wolof und Yoruba.
Ein weiterer Faktor für die Ausprägung einer länderübergreifenden Küche sind unterschiedliche Religionen und ihre unterschiedlichen Einflüsse und Nahrungstabus. Westafrika weist einen bunten Mix von Religionen auf. Eine sehr grobe Einteilung ist nach der Nähe zum Meer möglich: Die Küstenstreifen sind auf Grund der kolonialen Vergangenheit eher christlich geprägt, die Sahelzone durch die kulturelle Anbindung an Nordafrika islamisch, und in den zentralen Waldgebieten dazwischen nehmen traditionelle afrikanische Religionen eine wichtige Rolle ein.

## Lebensmittel und Zutaten

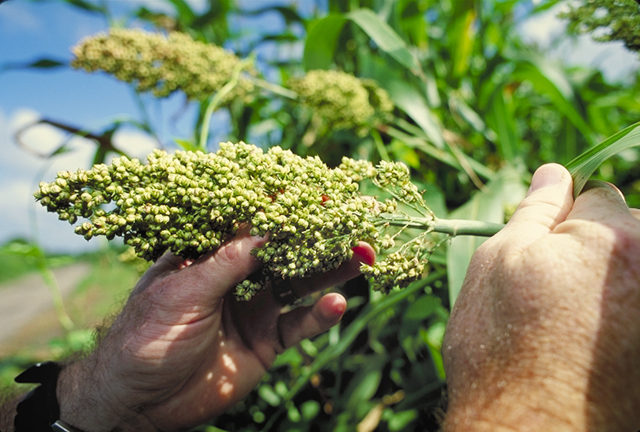
Sorghumhirse

Allgemein ist die westafrikanische Küche eher einfach gehalten, sowohl was die Anzahl der Zutaten eines Gerichts als auch was den Einsatz von Gewürzen betrifft. Zu den am häufigsten ergänzten Zutaten gehören Chilis, Tomaten und Zwiebeln. Als Getreide wird Hirse verwendet; die häufigsten Sorten sind Sorghum, Foniohirse und Iburu. Stärkehaltige Knollen und Früchte wie Kochbananen, Maniok, Süßkartoffeln, Taro oder Yams sind wichtige Grundzutaten der westafrikanischen Küche. Reis wird in Flussniederungen angebaut. Eine Zutat, die in den Küchen anderer Kontinente weit seltener eingesetzt wird als in der westafrikanischen, ist die Erdnuss. Hühnerfleisch ist das mit Abstand meistverbreitete Fleisch, gefolgt von Rind-, Ziegen- und Hammelfleisch. Schweinefleisch spielt im zu guten Teilen muslimisch geprägten Westafrika keine nennenswerte Rolle. Tiere werden selten für den Verzehr gemästet, sondern werden nach einem Leben als Nutztier geschlachtet, weshalb Fleisch im Rohzustand oft zäher ist als in der westlichen Welt. In den Wäldern und Savannen ist Bushmeat eine willkommene Ergänzung des Speiseplans. In Küstenregionen sind Fisch und Meeresfrüchte nicht nur gängig, sondern ein bedeutender Wirtschaftsfaktor. Vielfältig in der Küche eingesetzte Gemüse und Hülsenfrüchte sind unter anderem Auberginen, Kürbis, Okra und Schwarzaugenbohnen. Eine Vielzahl von Pflanzen bzw. deren Blätter werden als Blattgemüse eingesetzt, so zum Beispiel Affenbrotbäume (deren Früchte und Wurzeln ebenfalls genutzt werden), Bombax costatum, Corchorus und vor allem das allerorts verwendete Vernonia amygdalina, ein Blattgemüse aus der Familie der Vernonieae, das an bitteren Spinat erinnert und im englischsprachigen Westafrika „bitterleaf“ genannt wird. Der Anbau von Zitrusfrüchten ist gängig, oft für den Export. Weitere angebaute Früchte sind Avocados, Bananen, Kokosnüsse, Mangos, Melonen und Papayas. Elfenbeinküste ist der größte Produzent von Ananas in Afrika, allerdings wird fast ausschließlich für den Export produziert.
Das am häufigsten zum Kochen, Braten und Frittieren eingesetzte Öl ist Palmöl, wobei im nördlichen Westafrika mit Annäherung an die Sahelzone zunehmend Sheabutter überwiegt; für Eintöpfe wird dort sehr oft Erdnussbutter verwendet. Gewürze werden (mit Ausnahme von Salz und Chilis, insbesondere der Sorte Scotch Bonnet) weniger reichhaltig verwendet als in vielen anderen Regionen der Welt, gängig sind Ingwer, Koriander und Thymian. Das Essen ist allgemein teils deutlich schärfer als in der westlichen Welt. Historisch waren bis zur Etablierung von europäischen Handelswegen mit Indien Paradieskörner von Bedeutung und werden in Westafrika noch heute als Ersatz für echten Pfeffer verwendet. In Westafrika werden in erheblichem Umfang Kakao, Kaffee und Tee angebaut, die aber primär in den Export gelangen. Soumbala, Kugeln auf Basis fermentierter Néré-Samen, werden als Basis für Suppen und Eintöpfe verwendet, ähnlich dem industriell hergestellten Brühwürfel.
Kühlanlagen sind teuer und entsprechend auch in den Städten nicht überall verbreitet, so dass zu kühlende Lebensmittel einen geringeren Verbreitungsgrad haben als in der westlichen Welt. Milchprodukte sind beispielsweise selten erhältlich. Ebenfalls unüblich ist Zucker, weshalb Süßspeisen vergleichsweise gering verbreitet sind. Eine Ausnahme stellen die Gebiete mit starken arabischen Einflüssen wie beispielsweise die an die Sahara angrenzenden Regionen dar.

## Esskultur

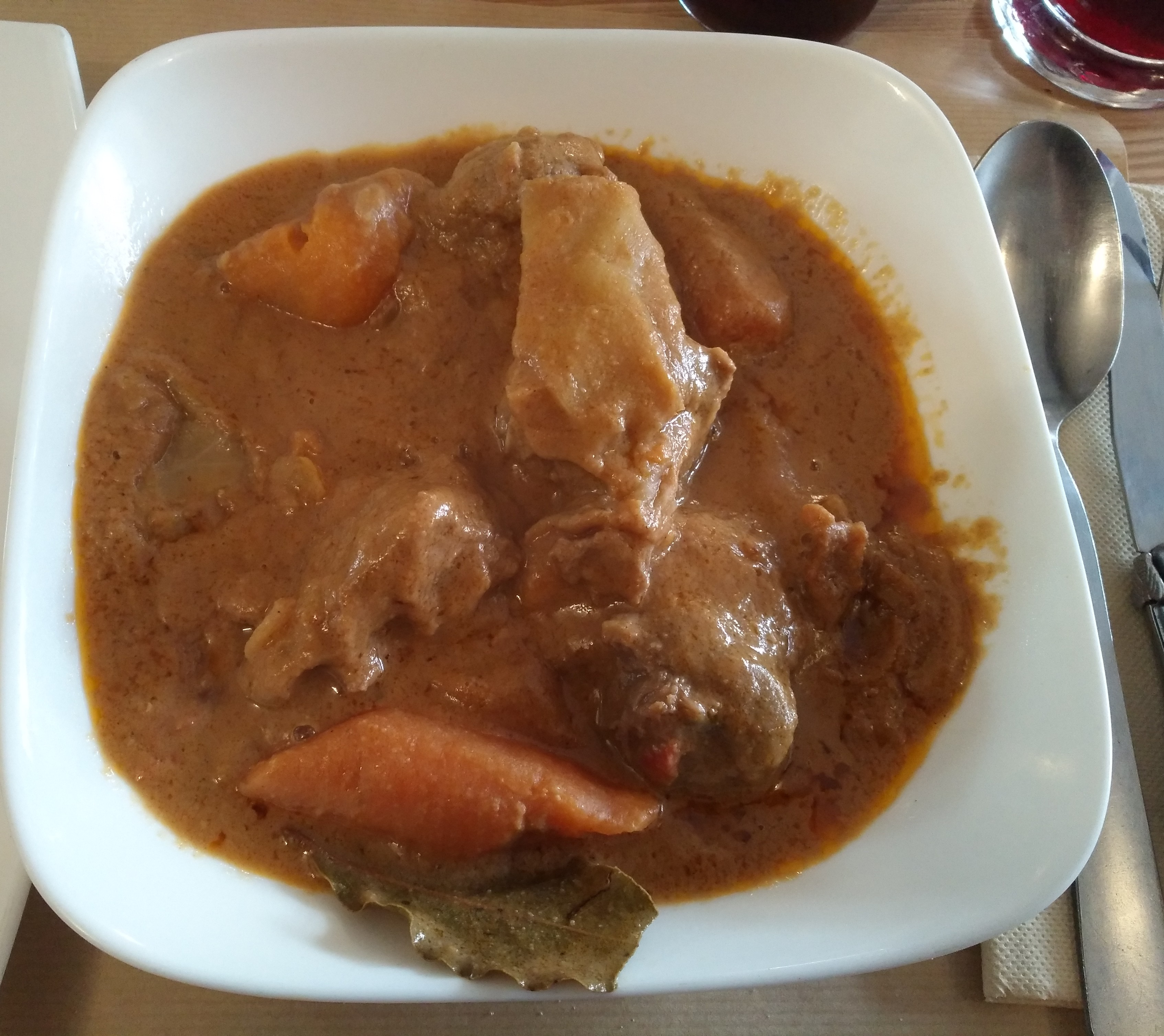
Maafe

Essen ist in Westafrika ein gesellschaftliches Ereignis, insbesondere im ländlichen Raum. Auch sind Haushalte und Familien im Schnitt größer als beispielsweise im deutschsprachigen Raum, so dass im Regelfall größere Mengen Essen gekocht werden. Das Rollenbild ist noch vergleichsweise traditionell; zumindest auf dem Land ist die Essenszubereitung Frauensache. Das Essen mit den Fingern an Stelle der Verwendung von Besteck ist gängig. Dem Händewaschen vor einer Mahlzeit kommt entsprechend große Bedeutung zu. Wohl wegen der Verbreitung des Islam ist Essen mit der linken Hand unüblich. Insbesondere in den trockenen Gegenden kommt dem Wasser eine besondere rituelle Rolle zu. Es ist in der Regel das erste was dem Gast angeboten wird.
Das Frühstück im westlichen Sinne beschränkt sich auf den urbanen Raum; oft besteht es aus gezuckertem Brei und Weißbrot. In Senegambia und Guinea ist das baguetteähnliche Tapalapa ein gängiges Frühstücksbrot. Im ländlichen Raum sind viele Menschen in der Agrar- oder Subsistenzwirtschaft tätig; hier werden in der Regel vormittags Reste vom Vortag verzehrt. Die Hauptmahlzeit des Tages ist dann das Abendessen. Vorspeisen sind in der traditionellen westafrikanischen Küche unüblich und beschränken sich auf die hochpreisige urbane Küche. Üblich sind hingegen über den Tag verteilte Snacks. Auf dem Land sind dies häufig Früchte, in den Städten, wo Street-Food-Verkäufer zum Alltagsbild gehören, können dies auch zum Beispiel frisch gegrillte Fleischspieße oder frittierte Kochbananen sein.
Ein verbindendes Element aller westafrikanischen Landesküchen ist die Vorliebe für Suppen und Eintopfgerichte. Der Übergang zwischen Suppe und Eintopf ist dabei fließend und hängt von den verfügbaren Zutaten ab. Viele der Suppen und Eintöpfe enthalten Zutaten mit hohem Stärkegehalt wie Kochbananen, Maniok oder Yams. Als Beilage gibt es festen Brei aus gemahlenen Körnern oder Knollen, der je nach Region und Material unter verschiedensten Namen bekannt ist und im Regelfall in die Mitte des Tisches gestellt wird, von wo sich die Esser mit der rechten Hand Kügelchen aus dem Teig reißen und sie in Suppe oder Eintopf tunken. In der westafrikanischen Küche spielt Fleisch traditionellerweise eine geringere Rolle als beispielsweise in der europäischen oder nordamerikanischen Küche, was aber primär an der Verfügbarkeit liegt; für festliche Anlässe oder Bewirtungen sind fleischliche Komponenten üblich. Im Zuge der weltweiten Angleichung der Ernährungsweisen im Zuge der Globalisierung nehmen die Verwendung von Fleisch im Alltag sowie der Anteil von Fett und Salz an der Ernährung langsam zu.
In westafrikanischen Metropolen wie Lagos, Abidjan oder Dakar existiert für die Oberschicht eine Restaurantszene, die die traditionelle westafrikanische Küche modern aufbereitet. Der ganz überwiegende Teil der Gastronomie besteht aber aus Imbisslokalen, Garküchen und Straßenständen. Die westliche Fast-Food-Kultur ist auch in Westafrika präsent. Seit 1973 existiert die in Nigeria und Ghana aktive Schnellrestaurantkette Mr. Bigg’s.
In Westafrika hat sich im Laufe der Jahrhunderte eine eigenständige Teekultur entwickelt. Verwendet werden primär Minz- und grüner Tee, und eine gängige Zubereitungszeremonie, während der Tee zwischen zwei Gläsern hin- und hergeschüttet wird, ist als Ataya oder unter diversen anderen regional genutzten Namen bekannt. Zentrum dieser Teekultur sind Gambia und Senegal, sie wird aber auch in Guinea und Mauretanien und in ähnlicher Form in Mali gelebt.

## Gerichte
Bedingt durch die Fragmentierung der Region Westafrika in unterschiedliche Sprachzonen während der Kolonialzeit existieren für Gerichte, die (ggf. mit Abwandlungen) in verschiedenen Ländern existieren, unterschiedliche Namen.

### Suppen und Eintöpfe

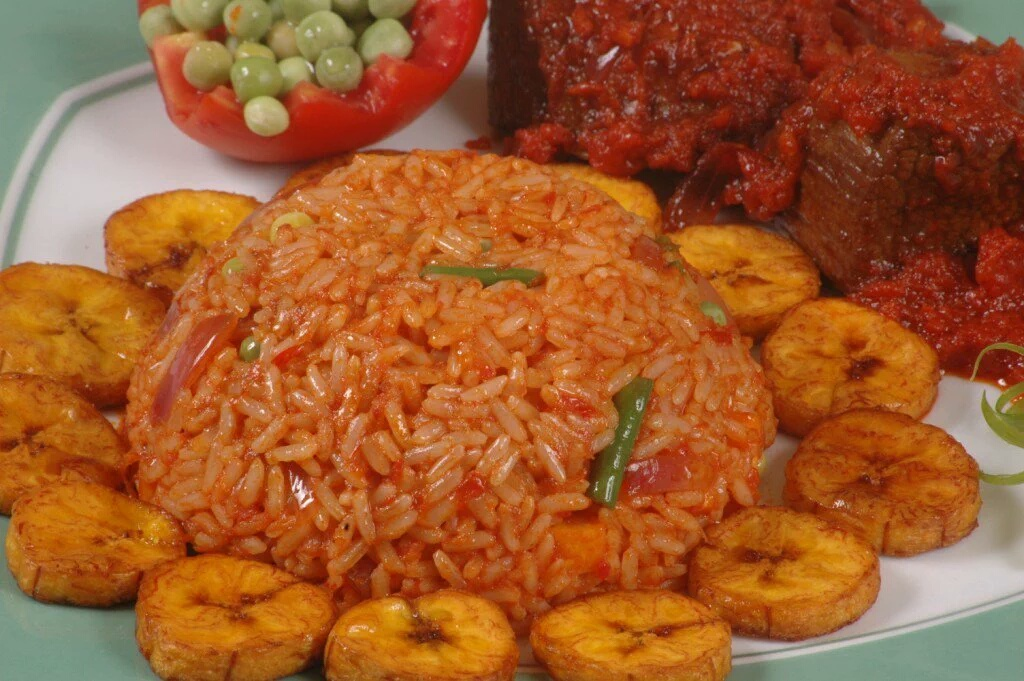
Jollof rice mit Dodo (Kochbananenchips)

Jollof rice (in französischsprachigen Ländern als Benachin bekannt) ist ein mit Tomatenmark eingefärbtes Reisgericht mit verschiedenen Gemüsen und oft mit Fleisch- oder Fischeinlage. Domoda ist ein besonders in der Region Senegambia verbreitetes Eintopfgericht auf Basis von Erdnussbutter, die mit verschiedenen Gemüsen und Gewürzen gekocht und um Rindfleisch, Huhn oder Fisch ergänzt wird. Egusi, auch als egwansi oder agushi sowie unter zahlreichen anderen Namen bekannt, ist eine Suppe aus Melonensamen, Blattgemüsen und Gemüse. Frejon ist eine aus Brasilien stammende, insbesondere in Nigeria und Sierra Leone verbreitete Suppe. Sie ist süß und von puddingartiger Konsistenz und wird aus schwarzen Bohnen hergestellt, denen nach gründlichem Kochen Kokosmilch zugegeben wird. Die Suppe wird mit der Karwoche assoziiert sowie auf Hochzeiten gereicht.
Maafe, je nach Region auch unter zahlreichen anderen Namen bekannt, ist ein meist fleischhaltiger Eintopf auf Erdnussbasis, der in Abhängigkeit vom Sämigkeitsgrad auch als Soße verwendet wird. Ndolé ist ein Eintopf mit bitterleaf als Hauptzutat, einem an bitteren Spinat erinnernden Blattgemüse. Die Ogbono soup stammt aus Nigeria, ist unter verschiedenen Namen auch in anderen Teilen Westafrikas bekannt und besteht aus gemahlenen Samen des Buschmangobaums, Blattgemüsen, Tomaten, Okra und oft einer Fleisch- oder Fischeinlage. Wie die ebenfalls in Nigeria populäre Draw soup ist sie von schleimiger Konsistenz, was von der reichlichen Verwendung von Okra herrührt. Palaver sauce, in nicht-englischsprachigen Gebieten auch unter Namen wie kontonmire oder pla'sas bekannt, ist trotz des Namens ein Eintopf mit Fleisch, Fisch und Gemüse, darunter grüne Blätter wie Spinat oder Taro.

### Fleisch- und Fischgerichte
Kédjénou ist ein Fleischragout, das traditionell in einem Tontopf über offenem Feuer zubereitet wird. Kilishi ist luftgetrocknetes, gewürztes und schließlich angeröstetes Rindfleisch. Basis des Kilishi ist oft das besonders in Nigeria beliebte Suya, Fleischspieße aus rotem Fleisch, seltener Huhn, die vor dem Braten oder Grillen in einer auf gestampften Erdnüssen basierenden Soße mariniert werden und deshalb Ähnlichkeiten mit asiatischen Saté-Spießen aufweisen. Thieboudienne ist ein besonders in der Region Senegambia populäres Gericht aus mariniertem, mit Gemüse gekochtem Fisch auf Reis. Yassa ist ein ebenfalls ursprünglich aus Senegambia stammendes Gericht, für das Fleisch (meist Huhn oder Fisch) in unter anderem Senf und Zwiebeln mariniert, dann gegrillt oder gebraten und schließlich in der Marinade fertiggekocht wird.

### Imbissgerichte

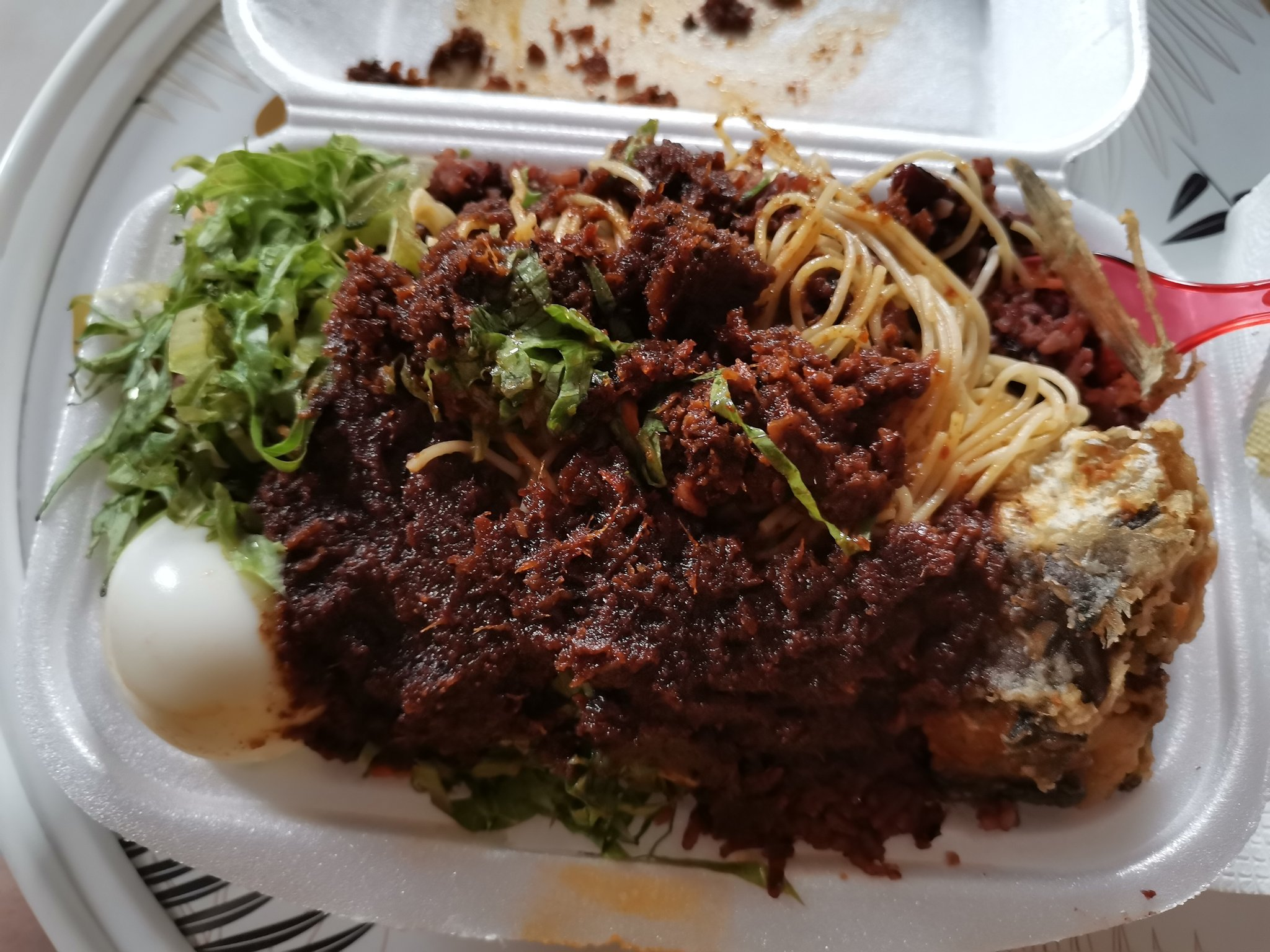
Waakye

Akara sind frittierte Bällchen aus Schwarzaugenbohnen, die als Street Food verkauft werden. Chin Chin sind auf Weizenmehl basierende, frittierte Teigklumpen, die oft mit Muskatnuss gewürzt werden und als Snack abgepackt in Supermärkten erhältlich sind.
Moi Moi sind Pasteten aus braunen Bohnen und Gemüse, die als Snack, in Kombination mit Reis aber auch als Frühstück konsumiert werden.
Omo Tuwe sind Reisklöße, die mit einer Gemüsesuppe serviert werden und vorwiegend in Ghana populär sind.
Waakye ist ein primär mit Ghana assoziiertes Gericht aus Reis und Bohnen (waakye ist das Hausa-Wort für Bohnen), das diverse weitere Zutaten wie die den Spaghetti ähnelnden Nudeln talia und diverse Soßen enthält und traditionell auf einem Bananenblatt serviert wird.

### Beilagen und Soßen

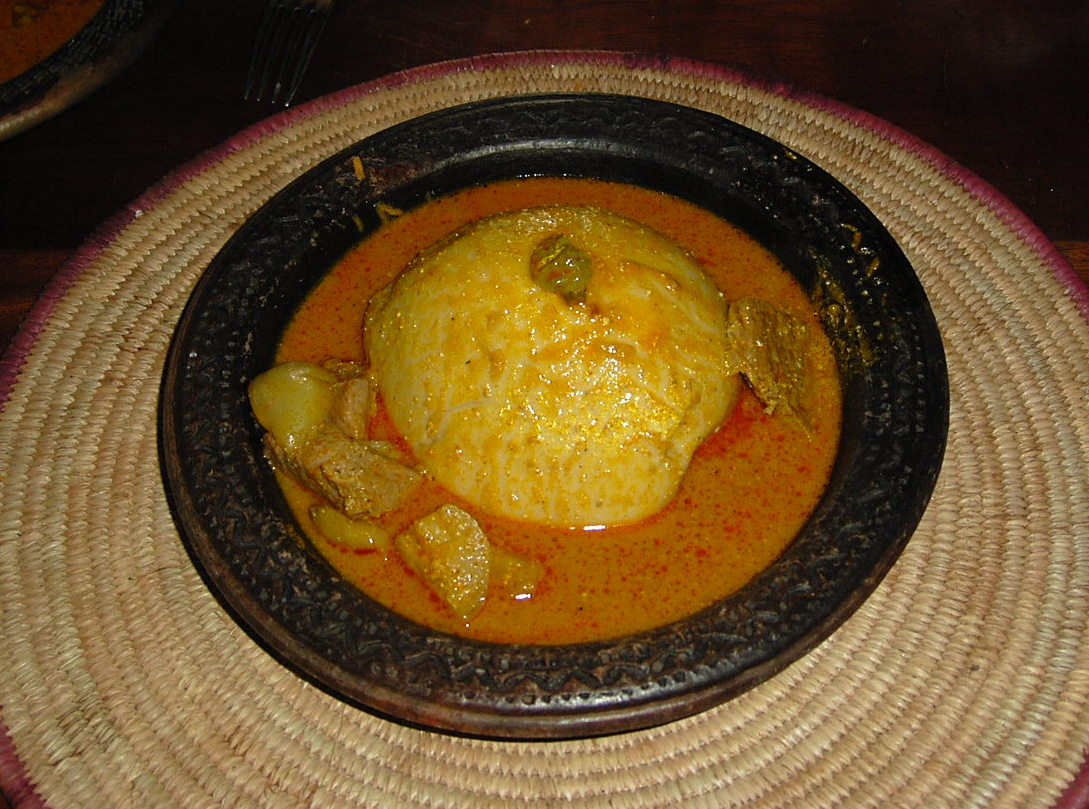
Fufu in Soße

Die gängigste Beilage der westafrikanischen Küche ist Fufu, ein fester Brei aus Maniok (oder anderen stärkehaltigen Knollen) und Kochbananen. Dem Fufu verwandte Produkte sind Garri, das aus fermentiertem Mais bestehende Kenkey und Tô, wobei letzteres aus Hirse- oder Maismehl besteht. In ärmeren Regionen dienen die Gerichte auch als Hauptbestandteil einer Mahlzeit und werden mit einer Soße aus Gemüsen oder Blattgemüsen serviert. Auch Brot kann als Beilage dienen; größere regionale Verbreitung erfahren das baguetteähnliche Tapalapa in Senegambia und Guinea und das Fladenbrot Ngome in Mali.
Eine weitere in ganz Westafrika gängige Beilage sind Kochbananen in unterschiedlichen Zubereitungsformen. Dodo sind frittierte, mit Salz und Pfeffer gewürzte Kochbananenchips. Als Kelawele sind sie in Ghana verbreitet, dort werden sie um weitere Gewürze wie Ingwer oder süßliche Noten (Anis, Nelken, Zimt) ergänzt. Sie werden Aloko genannt, wenn sie mit einer Soße aus Zwiebeln und Tomaten serviert werden.
Banku sind in Ghana populäre Teigklöße aus gesäuertem Maismehl.
Maafe, oft als Suppe oder Eintopf gegessen, wird in weniger reichhaltiger Form auch als Soße verwendet.

### Gebäck
Klouiklouis (auch in zahlreichen phonetisch ähnlichen Schreibweisen bekannt) sind frittierte Ringe aus Erdnussbutter, die vor allem in Benin populär sind.

## Getränke
Zu Mahlzeiten wird Wasser getrunken. Tee ist ebenso gängig, insbesondere in den an die Sahara angrenzenden Regionen. Der Teemarkt im gesamten Westafrika hatte 2019 ein Volumen von 1,6 Milliarden US-Dollar, das Gros entfiel dabei auf grünen Tee. Weit verbreitet ist auch Hibiskustee aus den Blütenkelchen der Roselle, der meist kalt und gesüßt getrunken wird. Auch schwarzer Tee und Pfefferminztee werden serviert, meist mit viel Zucker. Die großflächig angebauten Getränke Kaffee und Kakao spielen im Alltag keine Rolle und werden für den Export produziert.
Ein in der gesamten Region verbreitetes alkoholisches Getränk ist Palmwein, der von Privatpersonen hergestellt wird und als Alltagsgetränk wie auch als Standardgetränk bei Festivitäten aller Art konsumiert wird. Ein weiteres beliebtes Getränk, das in Heimarbeit produziert wird, ist Hirsebier, das in ganz Westafrika verbreitet ist und in Burkina Faso Dolo genannt wird. Maisbier ist unter den Bezeichnungen Ahai und Tuei gängig.
Sodabi oder Akpeteshi ist ein Zuckerrohrschnaps, der in Benin, Ghana und Togo weit verbreitet ist.